# 水塩入銀
水塩入銀（みずしおいれぎん）とは、江戸時代に瀬戸内海の十州塩田における塩の買い付け方法の1つ。春塩買（はるしおがい）・先塩入銀（さきしおいれぎん）とも称した。
前年の暮れに塩廻船の商人が来年の春から夏にかけて生産される塩の代金をあらかじめ支払って買い付けを行い、生産時期に引き取るという販売方法である。商人側からすれば、塩の安定確保が出来る上に一番安い暮れの価格で一番高い来年の春夏の塩を買い取ることが出来るメリットがあった、これは裏を返せば、生産者側は叩き売りを余儀なくされることになるが、年末には浜子（労働者）への賃金や材料などの諸経費の掛売りの支払いがあるために多額の現金を必要としたためにこれに応じざるを得なかった。もっとも、諸事情で春夏の塩の価格が暴落した場合には、商人側が損害を蒙る可能性もあった。
もっとも、入銀販売は生産者側に不利に傾きがちであったため、全生産量の1/4－1/5程度を占めるに過ぎなかった。通常は、年間を通じて来航した船にいたして現金もしくは米穀で売却する乗掛売（のりかけうり）が行われていた。